# Алкатерек
Алкатере́к (каз. Алқатерек) — село у складі Акжарського району Північноказахстанської області Казахстану. Адміністративний центр та єдиний населений пункт Алкатерецького сільського округу.
Населення — 539 осіб (2021; 904 у 2009, 1142 у 1999, 1515 у 1989).
Національний склад станом на 1989 рік:
- казахи — 100 %.

До 1993 року село називалося Чистяковка.